# Great Bricett
Great Bricett est un village et une paroisse civile du Suffolk, en Angleterre.